# Bernt Støylen
Bernt Andreas Støylen (født 17. februar 1858 i Sande (Møre og Romsdal) på Sunnmøre, død 18. november 1937) var en norsk luthersk biskop.